# Lenee

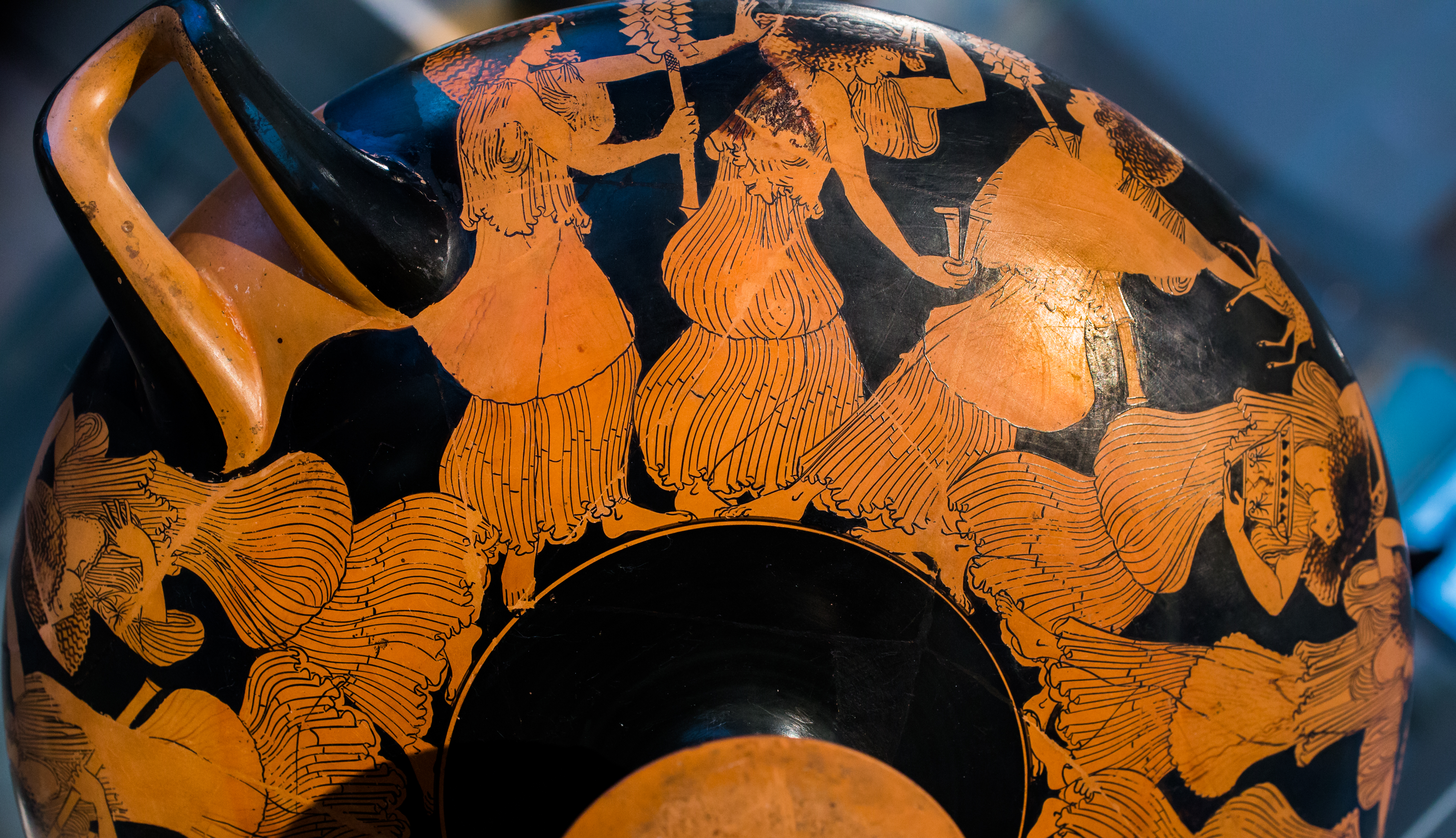
Donne o menadi alle Lenee (ceramica di Macrone)

Le Lenee (in greco antico: Λήναια?, Lénaia) erano una festa dell'antica Atene dedicata al dio Dioniso Leneo. Nel corso di tali giorni di festività gli autori erano chiamati a gareggiare in agoni comici; successivamente furono messe in scena anche le tragedie, in forma quantitativamente minore rispetto alle commedie.
Il nome Lenee deriva forse da Λῆναι, termine che indica le Menadi, le adoratrici del dio Dioniso Leneo. Secondo un'altra ipotesi, il termine deriverebbe invece da ληνός, il torchio per l'uva.

## Descrizione
L'istituzione delle Lenee è sconosciuta: di certo si trattava di feste private, ossia non regolamentate o sostenute dallo stato, dedicate alla vendemmia. Il periodo di svolgimento era nel mese di Gamelione del calendario attico (gennaio-febbraio), ma non è noto in quali giorni si tenessero e quanto durassero (forse quattro giorni o anche più). Non è chiaro esattamente nemmeno a quale tipo di celebrazione desse luogo, benché sia facilmente ipotizzabile che Dioniso vi fosse coinvolto. Vista la presenza di cariche religiose non è da escludere qualche connessione con i Misteri eleusini.
Le feste si tenevano principalmente nel Leneo (la cui ubicazione non è nota ed è da alcune fonti collegata alla campagna, mentre da altre all'agorà) e includevano una processione guidata dall'arconte re e da epimeleti e composta da carri dai quali venivano lanciati sberleffi e ingiurie all'indirizzo del pubblico. Veniva celebrato anche un sacrificio, ma non ci sono testimonianze a proposito di komoi né di falloforie.
Durante le feste si tenevano gare di commedie e di tragedie: istituite almeno dalla seconda metà del V secolo a.C. (dal 442-440 a.C. circa le commedie e dal 440-430 a.C. circa le tragedie) e organizzate dall'arconte re, vi partecipavano due poeti tragici, che nel IV secolo a.C. presentavano due opere ciascuno, e cinque comici, che presentavano una commedia a testa; si svolgevano inoltre gare tra attori comici e tra attori tragici e si ha una sola notizia di una vittoria nel ditirambo all'inizio del III secolo a.C. Il pubblico presente agli agoni lenaici era prevalentemente ateniese, a differenza di quello che assisteva alle Dionisie; ciò era dovuto a una scarsa navigabilità del mare nel mese di Gamelione. Questa particolarità fece sì che gli argomenti trattati nelle commedie riflettessero più da vicino temi strettamente connessi alla vita della polis e della società ateniese. Non infrequenti erano infatti gli attacchi rivolti a politici e personaggi pubblici, come testimoniano alcune figure delle commedie di Aristofane.